# Ernst Günther (Schleswig-Holstein-Sonderburg-Augustenburg)

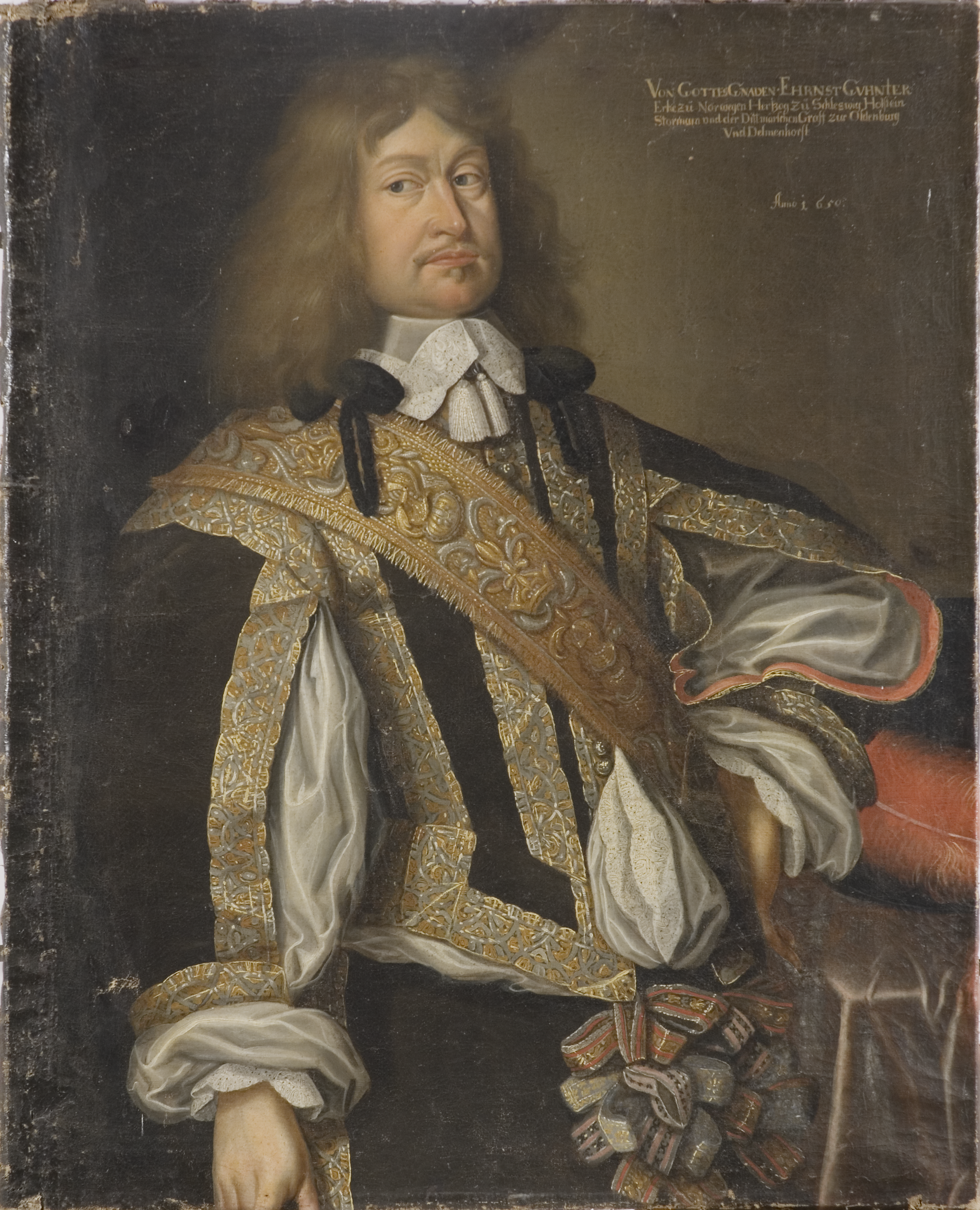
Herzog Ernst Günther

Ernst Günther, Herzog von Schleswig-Holstein-Sonderburg-Augustenburg (* 14. Oktober 1609 in Beck; † 18. Januar 1689 auf Schloss Augustenburg) war ein Mitglied der gleichnamigen Nebenlinie des Hauses Oldenburg.

## Leben
Ernst Günther war der dritte Sohn Herzog Alexanders von Schleswig-Holstein-Sonderburg (1573–1627) und seiner Frau Gräfin Dorothea von Schwarzburg-Sondershausen (1579–1639), einzige Tochter des Herzogs Johann Günther I. von Schwarzburg-Sondershausen und Gräfin Anna von Oldenburg. Sein Großvater väterlicherseits war Herzog Johann und somit war Ernst Günther ein Urenkel des dänisch-norwegischen Königs Christian III.
Nach dem Tod seines Großvaters im Jahre 1622 wurde Sonderburg wieder Residenz eines Herzogtums, das allerdings nur noch ein Fünftel von Johanns Besitzungen umfasste, da er es unter seinen Söhnen aufgeteilt hatte. Das Schloss in Augustenburg wurde 1660 (Umbau 1770 bis 1776) von Herzog Ernst Günther gegründet und nach seiner Frau Auguste benannt. 1667 ging das Herzogtum in Konkurs und wurde daraufhin wieder königlicher Besitz. Schloss Augustenburg wurde der Hauptsitz der Herzogsfamilie von Augustenburg, deren Mitglieder nach dem Konkurs des Sonderburger Grundbesitzes nur mehr Titularherzöge waren.
Am 12. Juni 1675 wurde ihm vom dänischen König der Elefanten-Orden (126. Träger) verliehen.

## Nachkommen
Am 15. Juni 1651 heiratete Herzog Ernst Günther in Kopenhagen Prinzessin Auguste von Schleswig-Holstein-Sonderburg-Glücksburg (1633–1701), Tochter von Herzog Philipp und Prinzessin Sophie Hedwig von Sachsen-Lauenburg. Aus der Ehe gingen zehn Kinder hervor:
- Friedrich (1652–1692, gefallen bei Steenkerke) ⚭ 1670 (Ehe zur linken Hand) Anna Christine Bereuter
- Sophie Amalie (1654–1655)
- Philipp Ernst (1655–1677)
- Sophie Auguste (*/† 1657)
- Luise Charlotte (1658–1740) ⚭ 1685 Herzog Friedrich Ludwig von Holstein-Sonderburg-Beck (1653–1728)
- Ernestine Justine (1659–1662)
- Ernst August (1660–1731) ⚭ 1695 Freiin Marie Therese von Velbrück († 1712)[1], konvertierte 1674 in Köln zur römisch-katholischen Kirche[2]
- Dorothea Luise (1663–1721), 1686–1721 Äbtissin von Itzehoe
- Totgeburt († 1665)
- Friedrich Wilhelm (1668–1714) ⚭ 1694 Gräfin Sophie Amalie von Ahlefeldt zu Langeland (1675–1741)